# Design gráfico

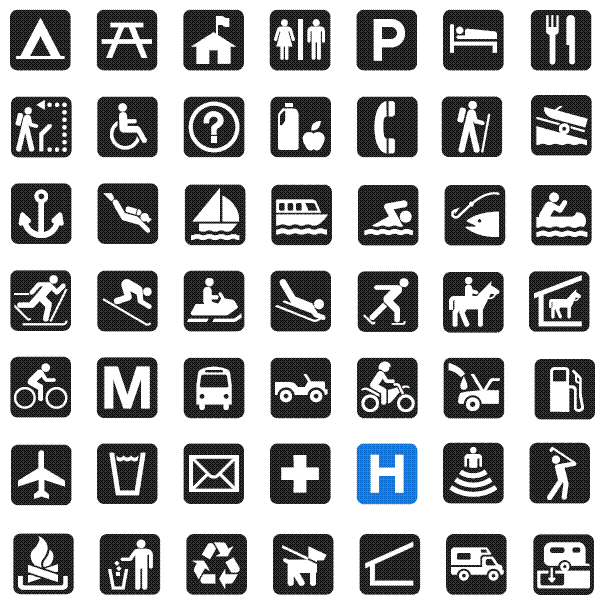
Pictogramas do US National Park Service, nos Estados Unidos

Design gráfico é a área de conhecimento e a práticas profissionais específicas relativas ao ordenamento estético-formal de elementos textuais e não-textuais que compõem peças gráficas destinadas à reprodução com objetivo expressamente comunicacional. É uma forma de comunicar visualmente um conceito, uma ideia, por meio de técnicas formais. Podemos ainda considerá-lo como um meio de estruturar e dar forma à comunicação impressa, em que, no geral, se trabalha o relacionamento entre ‘imagem’ e texto. No início do século XXI, a participação do design gráfico expandiu-se para os meios digitais, sendo utilizado na criação de sites, portais eletrônicos, softwares e diversas outras áreas relacionadas ao design digital.
Trata-se de uma profissão levada a cabo pelo designer gráfico, que estende a sua área de ação aos diversos meios impressos e digitais de comunicação, resultando, mais concretamente, nas seguintes aplicações:
- Identidade corporativa (branding);
- Design de embalagem (ou packaging design);
- Design editorial;
- Design Digital;
- Web Design;
- Design de interação;
- Design de jogos;
- Sinalética (ou sinalização);
- Tipografia.

A função de um designer gráfico é atribuir significados ao artefato por meio de sua aparência, ou seja, o profissional induz o usuário a ver o artefato de determinada maneira, associando-lhe conceitos abstratos como estilo, status, identidade. O designer gráfico é, convenientemente, um conhecedor e utilizador das mais variadas técnicas e ferramentas de desenho, mas não só. Tem como principal moeda de troca a habilidade para aliar a sua capacidade técnica à crítica e ao repertório conceitual, sendo fornecedor de matéria-prima intelectual, baseada numa cultura visual, social e psicológica. Não é apenas um mero executante, mas sim um condutor criativo que tem em vista um objetivo comunicacional alcançado quase sempre por meio de metodologias projetuais que o auxiliam a projetar.
O estudo do design gráfico sempre esteve ligado a outras áreas do conhecimento como a psicologia, teoria da arte, comunicação, ciência da cognição, entre muitas outras. No entanto o design gráfico possui um conhecimento próprio que se desenvolveu através da sua história, mas tem se tornado mais evidente nos últimos anos. Algo que pode ser percebido pela criação de cursos de doutorado e mestrado, específicos sobre design, no Brasil e no resto do mundo.
Um exemplo desse tipo de conhecimento é o estudo da tipografia, sua história e seu papel na estruturação do conhecimento humano.

## Etimologia
Design é uma palavra inglesa originária de designo, que em latim significa designar, indicar, representar, marcar, ordenar. O sentido de design lembra o que em português tem a palavra desígnio: projeto, plano propósito (Ferreira, 1975). Há assim uma diferença em inglês entre os termos design (desígnio) e drawing (desenho), o que não ocorre na Língua Portuguesa. A palavra portuguesa "desenho", ao contrário da palavra inglesa design e da espanhola diseño significa especificamente a representação figurativa de formas sobre uma superfície. Considerando a definição da profissão e suas atribuições, a palavra design foi a escolhida pela comunidade acadêmica e pelas associações profissionais.

## História do design gráfico

### O surgimento da impressão
O desenvolvimento das técnicas de fabricação de papel ao longo de séculos possibilitou a invenção da impressa. Em 105 d.C., os chineses desenvolveram o papel de farrapos, fabricado com fibras vegetais e trapos velhos, constituindo uma alternativa econômica. Os segredos desta técnica foram revelados aos árabes por prisioneiros chineses no século VIII, sendo posteriormente introduzidos na Europa nos séculos XII e XIII.
Ao chegar ao continente europeu, seu impacto cultural se fez efetivamente sentir. O uso de caracteres móveis na xilogravura com o alfabeto latino foi facilmente adotado, diferentemente na China, onde se emprega milhares de ideogramas e se exigia esforço e mais recursos materiais. Desde a sua introdução na Europa, o papel foi uma alternativa mais viável ao vellum e ao sargaminho. O papel de farrapo foi-se tornando cada vez mais barato e abundante e, simultaneamente, a alfabetização expandia-se. Essa expansão criou a necessidade de um sistema de ensino que passasse a diante as técnicas de impressão.

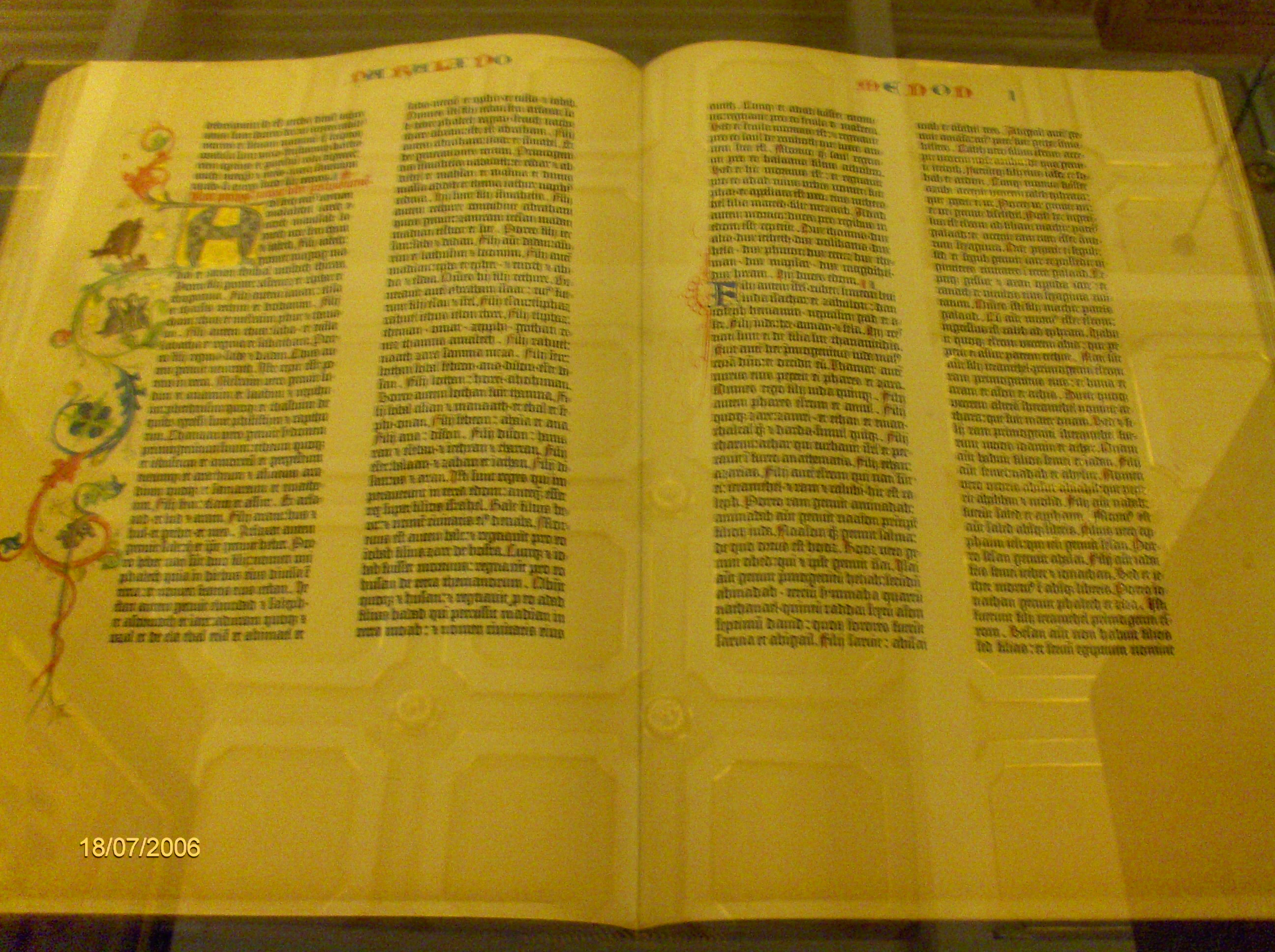
Bíblia de Gutenberg impressa com tipos móveis

Gutenberg, ourives da cidade de Mainz, elaborou técnicas para impressão de tipos, montados em base de chumbo, em papel. A largura dessa base variava com a dimensão da letra, evitando o efeito individualiza das letras. Ele produziu uma Bíblia em latim, que viria a ser seu trabalho de consagração, embora tenha contraído dívidas por não ter ganho o suficiente para suprir os gastos.
A impressão também possibilitou que as teses de Lutero fossem rapidamente impressas, divulgadas e distribuídas. Bíblia impressas em linguagens vernáculas alimentaram as asserções da Reforma Protestante que questionavam a necessidade da Igreja para interpretar as Escrituras.
Em 1476, visando uma unificação da língua inglesa, William Caxton decide imprimir e distribuir uma variedade de livros, determinando e controlando a soletração e a sintaxe.
A imprensa estimulou mudanças de comportamento quando estimulou pessoas a ir atrás da privacidade por produzir livros mais baratos e portáteis, levando a leitura silenciosa e solitária e isso fez com que as pessoas reivindicassem o direito de liberdade individual. Também possibilitou a propagação de ideias visionárias que deram forma à Revolução Americana, por exemplo.
Já mais para frente, a Monotype e Linotype, métodos mecânicos de fundição e composição de tipos móveis, alternativos à composição manual, foram lançados ainda antes do virar do século (1884 a 1887) e marcaram um salto significativo na velocidade de produção.

### Artes e Ofícios

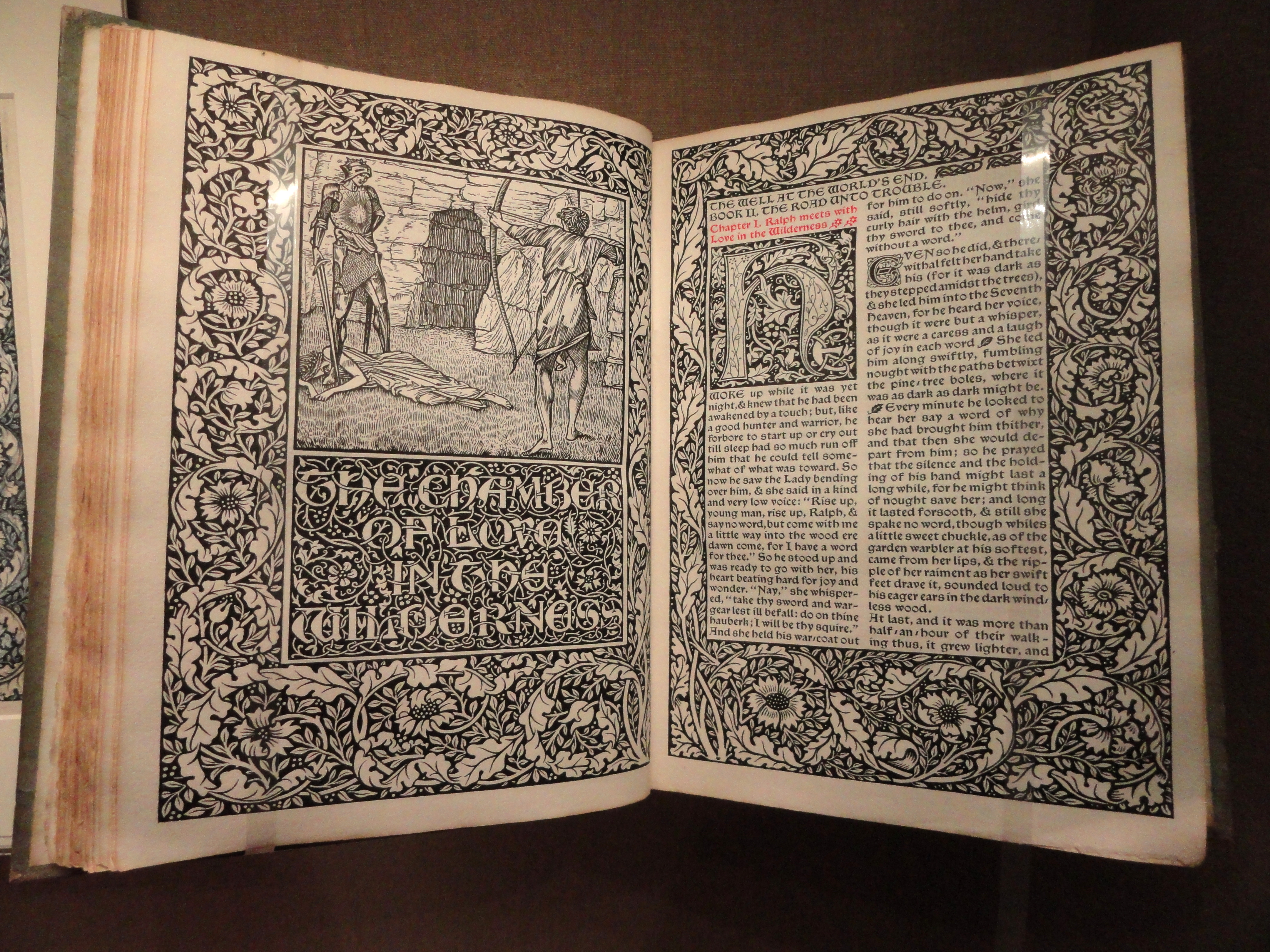
Livro projetado por William Morris, 1896

O industrialismo trouxe no seu bojo uma série de problemas e desafios que foram se avultando desde cedo e o design passou a ser visto como uma área fértil para a aplicação de medidas reformistas. A mesma abundância de mercadorias baratas que era percebida pela maioria como sinônimo de conforto, logo passou a ser condenada por alguns como indicativa do excesso e da decadência dos padrões de bom gosto. A partir da década de 1830, surgem na Inglaterra as primeiras manifestações daquilo que viria a ser um fenômeno constante na história do design: os movimentos para a reforma do gosto alheio. John Ruskin, educador inglês, apontava o modo de organização de trabalho como o principal fator pelas deficiências projetuais e estilísticas. Não era o mau gosto do público consumidor que gerava a má qualidade, mas a desqualificação e a exploração do trabalhador que produzia a mercadoria. Ruskin também foi um dos primeiros a se dar conta dos limites do crescimento industrial em termos ambientais.
Concordando com Ruskin, William Morris deu início a uma série de empreendimentos comerciais. Junto com seus sócios, conseguiu se estabelecer com sucesso na área de aparelhamento, sua estratégia mercadológica enfatizava a alta qualidade e o bom gosto dos seus produtos. O trabalho de Morris acabou se inserindo no contexto do que veio a se chamamos de movimento Arts and Crafts. A filosofia desse movimento girava em torno da recuperação dos valores produtivos tradicionais defendidos por Ruskin, o que explicava a apelidação de algumas entidades um tanto antiquada de ‘guilda’. Os integrantes desse movimento buscavam promover maior integração entre projeto e execução, relação mais igualitária entre trabalhadores  e manutenção de padrões elevados em termos de qualidade de materiais e de acabamento, ideais estes conhecidos como craftsmanship.
No Brasil, em meio a diversos planos de imigração, surgiram iniciativas para promover a formação técnica e artística do trabalhador brasileiro. Exemplo disso, foi a fundação do Liceu de Artes e Ofícios, no Rio de Janeiro. A união entre arte e indústria era percebida no Brasil como um elemento fomentador do progresso e da modernidade.

### Vanguardas Europeias
As Vanguardas europeias surgiram em um cenário caótico de pós-guerra e sua principal característica era a crítica e a negação de tudo que se referia ao passado. A Belle Epoque caiu junto com a guerra, e as formas de arte associadas a ela perderam o significado. A influência das vanguardas artísticas foi mais ampla e profunda na área do design gráfico. Partindo principalmente da confluência de ideias e de atores em torno do Construtivismo russo, do movimento de Stijl na Holanda e da Bauhaus na Alemanha emergiu uma série de nomes fundadores do design gráfico moderno, dentre os quais, Alexander Rodchenko, El Lissitzky, Herbert Bayer. De modo geral, o estilo gráfico desenvolvido por esses designers dava preferência ao uso de formas claras, simples e despojadas.

### Bauhaus

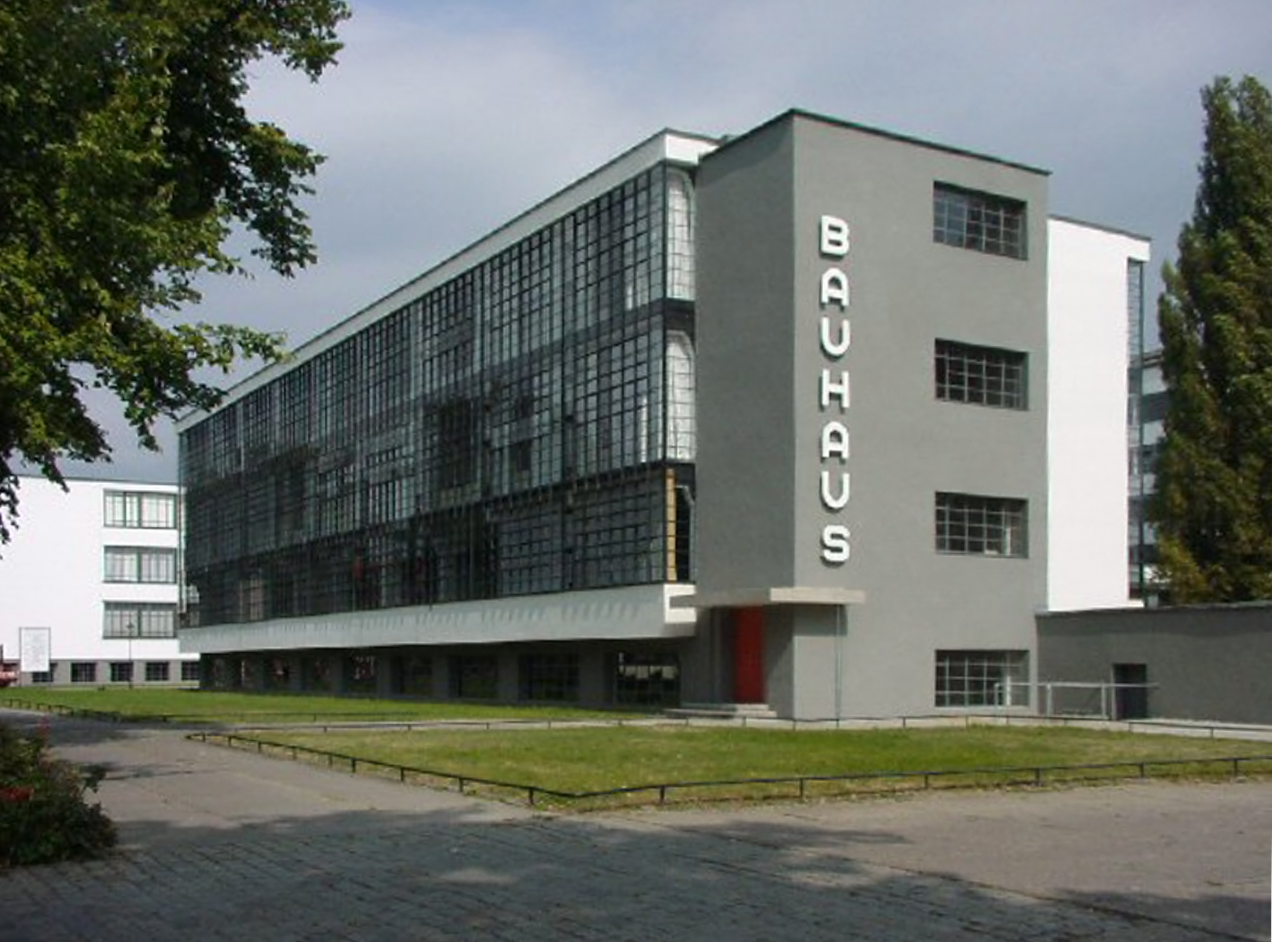
Sede da Bauhaus em Dessau.

A Bauhaus foi uma escola estatal sediada inicialmente em Weimar, na Alemanha, fundada em abril de 1919, sob direção do arquiteto Walter Gropius. Seu objetivo era formar artistas, designers e arquitetos mais responsáveis socialmente, além de almejar o progresso da vida cultural da nação e o aperfeiçoamento da sociedade.
Após o curso preliminar, os estudantes passavam a frequentar oficinas, onde recebiam ensinamentos de um artista e de um artesão experiente. Apesar desses esforços, pouco se avançou em direção a um relacionamento mais íntimo de trabalho e indústria. A raiz do problema estava no fato de que alguns dos primeiros professores apregoavam o conceito da arte como atividade espiritual, separada do mundo exterior. A arte havia se fundido com o artesão, mas não com a indústria.
A ideia básica do ensino da Bauhaus era a união da formação artística e prática. Assim, todos os alunos que concluíssem o curso básico poderiam continuar na escola optando por uma das oficinas onde estudariam e trabalhariam. O objetivo era o desenvolvimento de protótipos para a produção em massa pelas empresas sob licença. Nesse momento, o trabalho artesanal foi incluído na produção industrial. A originalidade da escola está no fato de que ela venceu os limites do modernismo, pois não somente agrupou movimentos de vanguarda heterogêneos, como também os colocou em prática. A história da Bauhaus é, em suma, a história do surgimento do design moderno e das relações tensas entre arte e tecnologia das máquinas.

### Art Déco
Art Déco surgiu como uma expressão cultural complexa e diversa, em inúmeras formas expressivas e oriunda de uma vontade de exteriorizar um espírito moderno por meio da arte decorativa. Suas características mais recorrentes eram os jogos volumétricos e geométricos; pesquisas de cor e de materiais; uso de tecnologias construtivas modernas; tendência à abstração; exaltação da tecnologia como tema; valorização dos acessos e portarias e respeito a alinhamentos e massas edificadas. Quanto à tipografia, o maquinismo foi um dos grandes temas iconográficos justamente por remeter à modernidade tecnológica e ao progresso. Linhas quebradas ou em zigue-zague transmitiam bem a sensação de dinamismo e da velocidade próprias dos novos tempos.

### O Pós-modernismo
O design pós-modernista surgiu para se contrapor ao movimento modernista. Negava todas as regras impostas pelo modernismo. Os designer adeptos do movimento resgataram a estética da primeira metade do século, o que ficou conhecido como Design Retrô. Também valorizavam o Design Vernacular, que remete às formas gráficas de uso corriqueiro, como cartões de beisebol, caixas de fósforos e ilustrações. Algumas das características do Design Psicodélico era o uso de cores saturadas e tipografia ilegível. Alguns designers usavam drogas como LSD para a criação de peças gráficas psicodélicas. A expressão subjetiva nas criações era o objetivo desses designers.